# Sykes Garro
Sykes Al Garro (Gibilterra, 26 febbraio 1993) è un calciatore gibilterriano, centrocampista svincolato.

## Carriera

### Club
Ha esordito nella massima serie del campionato gibilterriano con il Lions Gibraltar nella stagione 2014-2015.

### Nazionale
Dopo aver giocato 3 partite agli Island Games 2015 con la Nazionale di Gibilterra, debutta in competizioni ufficiali il 13 novembre 2016 nella partita persa per 2-1 contro Cipro e valevole per le qualificazioni ai Mondiali 2018.